# 托拉尔瓦德洛西索内斯
托拉尔瓦德洛西索内斯，是西班牙阿拉贡自治区特鲁埃尔省的一个市镇。总面积45平方公里，总人口231人（2001年），人口密度5人/平方公里。